# Family Mix
 (juin 2017).
Si vous disposez d'ouvrages ou d'articles de référence ou si vous connaissez des sites web de qualité traitant du thème abordé ici, merci de compléter l'article en donnant les références utiles à sa vérifiabilité et en les liant à la section « Notes et références ».
Family Mix (Türkisch für Anfänger) est une série télévisée allemande en 52 épisodes d'environ 25 minutes créée par Bora Dağtekin et diffusée entre le 14 mars 2006 et le 12 décembre 2008 sur la chaîne Das Erste.
En France, la série est diffusée depuis le 28 mars 2008 sur Canal+ Family puis Canal+, et rediffusée sur NRJ 12, en Belgique, depuis le 8 juin 2009 sur la RTBF et en Suisse sur la TSR soit sur RTS Un ou sur RTS Deux.

## Synopsis
La série raconte les aventures d'une famille recomposée germano-turque les Schneider-Öztürk, dont le quotidien est raconté par l'aînée Lena.
Le succès de cette série est dû à son ton humoristique et aux sujets qu'elle traite. Elle traite aussi bien des problèmes que rencontrent les adolescents que des clichés qu'ont les Allemands sur les Turcs et vice versa. Un véritable choc des cultures pour cette famille recomposée.
La famille se compose de Metin, le père d'origine turque, moderne et parfaitement intégré, qui travaille à la police judiciaire allemande ; de Doris la mère allemande psychothérapeute et totalement ouverte ; de Lena, la fille de cette dernière, réactive et pleine de vie, elle est la narratrice et le personnage principal ; de Nils son frère, surdoué et sympathique ;Cem, fils de Metin, fier et macho ; et enfin de Yağmur, fille de Metin, voilée, elle est la seule vraiment religieuse de la famille.
Le personnage secondaire qui apparaît le plus souvent est Costa, ami de Cem, d’origine grecque, il a la particularité de bégayer, ce qui fait de lui un personnage drôle malgré lui et rarement pris au sérieux, il est par ailleurs assez fier.

## Pilote
Lena emménage avec sa famille reconstituée en Allemagne dans un nouveau quartier. Elle doit changer de lycée et se faire de nouveaux amis, loin de sa meilleure amie partie en Amérique, seule et ne supportant plus sa famille, elle ne fait que se plaindre de sa vie. Comment s'adaptera-t-elle à sa nouvelle vie ?

## Distribution

### Acteurs principaux
- Josefine Preuß (VF : Mélanie Dermont) : Lena Schneider, fille de Doris amoureuse de Cem et très compliquée, en crise d'adolescence
- Elyas M'Barek (VF : Pierre Lognay) : Cem Öztürk, le fils de Metin qui a un faible pour Lena
- Anna Stieblich (de) (VF : Francine Laffineuse) : Doris Schneider, la mère et psychologue
- Pegah Ferydoni (VF : Sophie Landresse) : Yağmur Öztürk, la fille de Metin
- Adnan Maral (de) (VF: Patrick Waleffe) : Metin Öztürk, le père

### Acteurs récurrents
- Arnel Taci (VF : Emmanuel Dekoninck) : Costa Papavassilou (46 épisodes)
- Katharina Kaali (de) : Diana Schneider (35 épisodes, saisons 2 et 3)
- Carl Heinz Choynski (de) : Hans-Hermann Schneider (28 épisodes)
- Emil Reinke (de): Nils Schneider, le petit frère de Lena, un des seuls enfants à apprécier sa nouvelle famille (17 épisodes, saisons 1 et 2)
- Axel Schreiber (de): Axel Mende, amoureux de Lena (16 épisodes, saisons 1 et 2)
- Cristina do Rego (VF : Cathy Boquet) : Katharina Kuhn (saison 3)

## Épisodes

### Première saison (2006)
1. Je perds ma liberté (Die, in der ich meine Freiheit verliere)
2. Je ne veux pas de sœur (Die, in der ich keine Schwester will)
3. J'ai mal aux cheveux (Die, in der ich abstürze)
4. Je ne trouve pas d'ami (Die, in der ich keine Freunde finde)
5. Axel tombe amoureux de ma famille (Die, in der sich Axel in meine Familie verliebt)
6. Les Secrets (Die mit den Geheimnissen)
7. Je deviens malheureusement adulte (Die, in der ich leider erwachsen werde)
8. Je n'ai pas de sentiments (Die, in der ich keine Gefühle habe)
9. Axel est constamment vert (Die, in der Axel ständig grün ist)
10. Je suis géniale (Die, in der ich echt voll okay bin)
11. Le loup m'attrape (Die, in der mich der Wolf kriegt)
12. Il ne peut en rester qu'un (Die, in der es nur einen geben kann)

### Deuxième saison (2007)
1. Les femmes ne résistent plus (Die, in der Frauen schwach werden)
2. Baiser d'adieu (Die mit dem Abschiedskuss)
3. Le perpetuum mobile (Die mit dem Perpetuum Mobile)
4. Sex And Pistols (Die mit Sex und Pistols)
5. Cem ne veut pas être une saucisse (Die, in der Cem keine Wurst sein will)
6. J'ai la chair de poule (Die, in der ich Kitschi-Gänsehaut kriege)
7. Yağmur est embrassée pour la première fois (Die, in der Yagmur ihren ersten Kuss kriegt)
8. Je rends dingue ma mère (Die, in der ich Mama wahnsinnig mache)
9. Cem voit rouge (Die, in der Cem Rotlicht sieht)
10. Je suis une grue cendrée (Die, in der ich ein Kranich bin)
11. Metin va voir ailleurs (Die, in der Metin fremdgeht)
12. Le lapin de Pâques est fâché (Die, in der der Osterhase böse war)
13. Tout le monde est hystérique (Die, in der alle hysterisch sind)
14. When a Metin loves a woman (Die mit when a Metin loves a woman)
15. Tout le monde a des c... c... complexes (Die, in der alle K..K..Komplexe haben)
16. Ulla arrive (Die, in der Ulla kommt)
17. J'ai honte de ma famille (Die, in der ich mich für meine Familie schäme)
18. L'Ex in the city (Die, mit dem Ex in der City)
19. Les cigales au miel (Die, mit Grillen in Honig)
20. Costa frappe Lukas (Die, in der Costa den Lukas haut)
21. C'est la boum (Die, in der es La Boumt!)
22. La fête ne continue pas (Die, in der die Fete nicht weiter geht)
23. Metin en a assez (Die, in der Metin die Schnauze voll hat)
24. Tout serait déjà fini ? (Die, nach der schon alles vorbei sein soll?)

### Troisième saison (2008)
1. Je fête mon bac (Die, in der es total beschissen weitergeht)
2. Je n'arrive pas à ouvrir le capot (Die, in der ich die Motorhaube nicht aufkriege)
3. Je me jette sur Jette (Die, in der ich nicht Anne will, sondern Jette)
4. Inutile de donner des gifles (Die, in der Schläge auch nichts bringen)
5. Le syndrome «copie conforme» (Die, in der ich Boris Becker bin)
6. J'ai 17 ans (Die, in der ich wieder 17 bin)
7. Grand-mère perd connaissance (Die, in der Oma ohnmächtig wird)
8. Je ne veux pas être un Bonobo (Die, in der ich kein Bonobo sein will)
9. Grand-mère fait des affaires (Die, in der Oma Big Business macht)
10. Grand-père tombe amoureux (Die, in der Opa sich verknallt)
11. Cem se prend pour un gros dur (Die mit dem Ghetto-Spezial)
12. Cem devient un héros (Die, in der die Toten auferstehen)
13. Il y a beaucoup trop d'émotions fortes ! (Die, in der der Papagei kommt)
14. Je cherche un père (Die mit der guten alten D-Mark)
15. Nous annoncons la nouvelle (Die, in der Cem Hausmann werden will)
16. Il se passe des trucs de dingue (Die, nach der Menopause ist)

## Commentaires
Cette série, dont le titre original signifie « le turc pour débutants », a deux principales problématiques. Premièrement, les relations entre les adolescents et les parents au sein d'une famille recomposée dont les deux familles originelles ont des cultures et habitudes diamétralement opposées. C'est un thème de plusieurs séries depuis la fin des années 1990 comme La Famille Serrano.
Deuxièmement, dans le contexte allemand, les relations entre Allemands et Turcs sont au centre de la fiction, pour jouer sur les clichés (place de l'islam, machisme, féminisme) et battre en brèche les discriminations.

## Récompenses

### Nominations
- Festival de la Rose d'Or 2006 : dans les catégories Sitcom et Social Awareness
- Festival de télévision de Monte-Carlo 2006 : dans la catégorie Meilleure série de comédie, Meilleur producteur et Meilleur acteur ou actrice
- Prix de la télévision allemande (de) 2006 : dans les catégories Meilleure Série et Meilleur acteur de série

### Distinctions
- Prix Europa 2006
- Festival de télévision de Monte-Carlo 2006 : Nymphe d'or pour Philip Voges et Alban Rehnitz comme meilleurs producteurs européens dans la catégorie Comédie
- Prix Italia 2006 : Meilleure série
- Prix de la télévision allemande (de) 2006 : Meilleure série